# Paya
Paya – miasto w Kolumbii, w departamencie Boyacá.